# Documentalità
La documentalità  è la teoria dei documenti in cui sfocia l'ontologia della realtà sociale proposta dal filosofo italiano Maurizio Ferraris (in particolare in Ferraris 2007, 2008, 2009a e 2009b). La teoria conferisce ai documenti una posizione centrale all'interno della sfera degli oggetti sociali, intesa come ambito di realtà autonomo e distinto da quelli degli oggetti fisici e degli oggetti ideali. 
L'importanza della iscrizione è il tratto caratteristico della documentalità e, in generale, della ontologia sociale proposta: per produrre un oggetto non è sufficiente che un atto sia proferito; è necessario che sia registrato. Attraverso l'esecuzione di atti iscritti (firme, iscrizioni su un hard disk o nella memoria delle persone, pubblicazioni di documenti ufficiali) noi cambiamo il mondo, portando all'esistenza oggetti sociali. 
Su questa base, Ferraris sostiene che gli oggetti sociali sono “atti sociali che sono stati iscritti su un qualche tipo di supporto”, sia esso un pezzo di carta, un supporto magnetico, o anche solo la memoria delle persone (come è il caso delle promesse che facciamo tutti i giorni). La regola degli oggetti sociali diviene così Oggetto = Atto Iscritto. 
In un'ontologia sociale così delineata, i documenti in quanto iscrizioni dotate di rilevanza e valore sociale incorporano i tratti essenziali e prototipici degli oggetti sociali, e la teoria della documentalità deve essere compresa come la ricerca e la definizione delle proprietà che, in diversi tipi di casi, costituiscono le condizioni necessarie e sufficienti affinché qualcosa sia un oggetto sociale. 
La teoria della documentalità trae ispirazione, da un lato, dalla riflessione sulla centralità della scrittura sviluppata da Jacques Derrida (1967, 1972) e, dall'altra, dalla teoria degli atti sociali proposta da Adolf Reinach (1913) e da quella degli atti linguistici di John L. Austin (1962).

## Searle: X conta come Y in C
Nel dibattito contemporaneo, una delle più importanti teorie degli oggetti sociali è stata proposta dal filosofo statunitense John R. Searle, in particolare nel suo libro La costruzione della realtà sociale (1995). L'ontologia di Searle riconosce una sfera degli oggetti sociali, che definisce come oggetti di ordine superiore rispetto agli oggetti fisici, in accordo con la regola
X conta come Y in C
che significa che l'oggetto fisico X, per esempio, un pezzo di carta colorata, conta come Y, una banconota da 10 euro, nel contesto C, l'Europa del 2010. L'intero complesso della realtà sociale, secondo Searle, deriva dall'iterazione di questa semplice regola.
La teoria di Searle, tuttavia, incontra, come sottolinea Ferraris (2005), alcuni problemi. Innanzitutto, non è affatto ovvio come dall'oggetto fisico si possa passare all'oggetto sociale. Se ogni oggetto fisico può davvero costituire l'origine di un oggetto sociale, allora, non è chiaro che cosa possa evitare che ogni oggetto fisico diventi automaticamente un oggetto sociale. Se io decido di disegnare una banconota, non per questo ho prodotto una banconota. Per spiegare la trasfigurazione di X in Y la teoria standard degli oggetti sociali si basa sulla nozione chiave di “intenzionalità collettiva”. Tuttavia, questa nozione – sostiene Ferraris – non è affatto chiara.
In secondo luogo, come funziona la reversibilità dalla sfera sociale a quella fisica? Intuitivamente una banconota è anche un pezzo di carta e un Presidente è anche una persona; e quando Searle si trova da solo in una stanza d'albergo non c'è solo un oggetto fisico, ma molti oggetti sociali (un marito, un impiegato dello Stato della California, un cittadino americano, il possessore di una patente di guida ecc.). In questo caso, il passaggio da Y (il sociale) a X (il fisico) è piuttosto facile; tuttavia, le cose cambiano se consideriamo situazioni differenti. Come la mettiamo, infatti, con entità vaghe o vaste, come uno Stato, una battaglia, un'università? E che cosa dire di entità negative come i debiti?

## Alle radici della documentalità
La teoria della documentalità si radica in tre tesi principali, ispirate rispettivamente all'opera del fenomenologo tedesco Adolf Reinach, dell'economista peruviano Hernando de Soto e del filosofo francese Jacques Derrida.

### La tesi degli atti linguistici
Per la tesi degli atti linguistici – le cui radici vanno rintracciate più nella teoria degli atti sociali proposta nel 1913 dal fenomenologo tedesco Adolf Reinach che negli scritti di Austin e Searle – attraverso l'esecuzione di atti linguistici (atti di promettere, sposarsi, accusare, battezzare) noi cambiamo il mondo con il portare all'esistenza pretese, obbligazioni, diritti, relazioni di autorità, debiti, permessi, nomi, e una varietà di altri tipi di entità che costituiscono l'ontologia del mondo sociale. Dato che gli atti linguistici sono evanescenti, la base fisica per l'esistenza delle entità del mondo sociale – in piccole società, e per interazioni semplici – può essere identificata con le tracce nella memoria e altre caratteristiche della psicologia delle persone coinvolte. In società più ampie, e per interazioni sociali più complesse, la memoria delle persone non è sufficiente: sono i documenti che creano e mantengono quei tipi di poteri deontici, duraturi e riusabili, che estendono la memoria umana, creando e mantenendo in esistenza, così, le forme nuove e più complesse di ordine sociale che sono caratteristiche della civilizzazione moderna.

### La “tesi de Soto”
Secondo questa tesi – che trova la sua ispirazione nel lavoro di Hernando de Soto (2000) – attraverso l'esecuzione di atti documentali (atti di compilazione, registrazione, comunicazione, validazione, complementazione) noi cambiamo il mondo con il portare all'esistenza relazioni di proprietà, contabilità legale, organizzazione degli affari, e una varietà di altri ordini istituzionali tipici delle società moderne. Come il totale delle azioni e la sua divisione fra azionisti creano il capitale, così gli statuti di incorporazione creano le compagnie. Come i documenti di identità creano identità (quel tipo di cose che possono essere oggetto di furto di identità), così i diplomi creano i titoli accademici. Se per de Soto sono i documenti cartacei commerciali che creano ciò che egli chiama “l'infrastruttura invisibile della gestione del risparmio […] su cui si basa l'incredibile fecondità del capitalismo occidentale”, Ferraris va oltre e asserisce che i documenti, sia cartacei sia in formato elettronico, creano l'infrastruttura invisibile della realtà sociale contemporanea.

### La “tesi Derrida”
La documentalità riprende la filosofia della scrittura inaugurata da Jacques Derrida in Della Grammatologia (1967), ricollocandola nella sua sfera più propria, quella sociale. Come Derrida osservava (1972), molti atti linguistici sono, in effetti, atti iscritti – poiché senza registrazioni di qualche tipo i performativi non produrrebbero oggetti sociali come conferenze, matrimoni, cerimonie di laurea, o costituzioni. (Il punto è semplice: se immaginiamo una cerimonia di laurea o uno sposalizio o un'incoronazione in cui non ci sono registri o testimoni, allora è difficile sostenere che siano stati prodotti un laureato, un marito e una moglie, o un re: gli oggetti sociali risultano essere strettamente legati alle forme delle loro iscrizioni e registrazioni.) Tuttavia, Derrida era in errore – secondo Ferraris (2005) – nell'affermare che "nulla esiste al di fuori del testo". Difatti, e naturalmente, l'intero mondo della fisica e della chimica e della biologia esiste al di fuori del testo – indipendentemente da qualsiasi registrazione. Tale mondo è esistito per miliardi di anni prima che i testi o gli strumenti di registrazione (o le persone) esistessero. Lo stesso non può invece dirsi per gli oggetti sociali. Questi ultimi dipendono intimamente dalle registrazioni create dagli esseri umani per mantenerli in esistenza. Ferraris salva il nocciolo di verità nella tesi originale di Derrida proponendo di sviluppare un'ontologia sociale a partire dalla tesi che “nulla di sociale esiste al di fuori del testo”.
Sulla base delle tre tesi sopra esposte, Ferraris avanza dunque un approccio innovativo alla ontologia sociale chiamato documentalità.

## Ferraris: Oggetto = Atto Iscritto
Secondo l'ontologo Barry Smith (in corso di pubblicazione), con la documentalità, Ferraris propone una teoria della realtà sociale che implica tre passaggi.

### Primo passaggio: il riconoscimento della sfera degli oggetti sociali
Il primo passaggio è il riconoscimento – sullo sfondo delle teorie sviluppate dallo stesso Smith (si veda in particolare Smith 1999) – della sfera degli oggetti sociali, cioè di entità come il denaro, le opere d'arte, i matrimoni, i divorzi e la custodia congiunta, gli anni di prigione, i codici delle tasse, il processo di Norimberga, l'Accademia Svedese delle Scienze, le crisi economiche, i progetti di ricerca, le conferenze ecc. Questi oggetti popolano il nostro mondo più di quanto non facciano pietre, alberi e noci di cocco, e soprattutto, rivestono una maggiore importanza per noi, dato che da loro dipende molta della nostra felicità o infelicità.

### Secondo passaggio: l'identificazione della legge costitutiva degli oggetti sociali
Il secondo passaggio è il riconoscimento della legge che porta in essere gli oggetti sociali, e cioè
Oggetto = Atto Iscritto
Il che significa che un oggetto sociale è il risultato di un atto sociale (che coinvolge almeno due persone, o una persona e una macchina, come per esempio un computer), caratterizzato dal fatto di essere registrato su un pezzo di carta, un file di computer o qualche altro supporto digitale, o anche semplicemente nella testa delle persone.

### Terzo passaggio: l'individuazione della sfera della documentalità
Sulla base dei primi due passaggi è possibile sviluppare un'ontologia in grado di classificare e dar conto della natura dei documenti, cominciando con la distinzione fondamentale tra quelli che Ferraris (2009) chiama “documenti in senso forte”, che sono l'iscrizione di atti e che costituiscono gli oggetti sociali in senso pieno, e i “documenti in senso debole”, che sono invece registrazioni di fatti e sono derivati secondari e di importanza minore. Il terzo passaggio conduce così all'individuazione della sfera della documentalità, intesa come l'ambito proprio della ricerca e della definizione di quelle proprietà che costituiscono le condizioni necessarie e sufficienti affinché qualcosa sia un oggetto sociale.

## Documentalità in undici tesi
La teoria della documentalità è stata ricapitolata dal suo autore in undici tesi fondamentali (Ferraris 2009a):
1. L'ontologia cataloga il mondo della vita.
La filosofia che guida la documentalità è una metafisica descrittiva di impianto realistico, che mira a rendere conto del mondo sociale e della esperienza quotidiana, cioè di quel mondo che esula dall'ambito delle scienze naturali. Il suo modello è il catalogo. Il tipo di comprensione proposta richiede anzitutto l'identificazione, la classificazione e la distinzione: che cosa c'è nel mondo, come lo si ordina, come lo si distingue dalle altre cose che ci sono. In questo quadro, il mondo è inteso come la totalità degli individui: pietre, organismi, artefatti, persone fisiche e giuridiche. La caratteristica saliente degli individui è di appartenere a delle classi (la classe dei cavatappi, quella degli imperatori, quella delle poesie simboliste) a titolo di “esemplari”, nel senso che possono valere tanto come principio di classificazione quanto come membro (come campione) di una classe, che tuttavia non preesiste agli individui, ma ne discende.
2. Ci sono tre tipi di oggetti: naturali, ideali e sociali.
Gli esemplari si dividono in soggetti e oggetti. I soggetti hanno rappresentazioni, gli oggetti non ne hanno. Gli oggetti, a loro volta, si dividono in tre classi: gli oggetti naturali, gli oggetti ideali e gli oggetti sociali. Gli oggetti naturali stanno nello spazio e nel tempo indipendentemente da soggetti; gli oggetti ideali stanno fuori dello spazio e del tempo indipendentemente da soggetti; gli oggetti sociali stanno nello spazio e nel tempo dipendentemente da soggetti. Per quanto la caratteristica principale dei soggetti, quella di avere rappresentazioni, abbia un'importanza centrale per l'ontologia sociale, la differenza fra soggetti e oggetti non va intesa come una differenza basilare di categoria. I soggetti, infatti, sono anche un tipo di oggetti naturali (ne sono una sottocategoria), in quanto entità biologiche, e, se inseriti in una società, sono anche oggetti sociali. Gli oggetti sociali sono, dal punto di vista di una teoria dell'esperienza, i più importanti di tutti, perché da loro dipendono in buona parte la nostra felicità o la nostra infelicità.
3. L'ontologia è distinta dalla epistemologia.
Sotto il profilo metodologico, è necessario tracciare una differenza tra ontologia ed epistemologia. La prima si riferisce a quello che c'è, indipendentemente da come lo conosciamo, o dal fatto che lo conosciamo o meno. La seconda è la conoscenza di quello che c'è, o più precisamente ciò che siamo giustificati a credere in un dato contesto. Queste due dimensioni sono state spesso confuse, come risulta evidente dal fatto che spesso facciamo dipendere l'essere degli oggetti dalla conoscenza che ne abbiamo. Quello che c'è, nel mondo degli oggetti naturali, possiede la caratteristica essenziale della inemendabilità, non può essere corretto con la sola forza del pensiero. Quello che sappiamo a proposito di quello che c'è, invece, è emendabile, e questo processo di crescente correzione costituisce il progresso e il senso ultimo del sapere. Ciò che siamo giustificati a credere, infatti, può cambiare (essere emendato, appunto) con il progredire della scienza.
4. Gli oggetti sociali dipendono dai soggetti, ma non sono soggettivi.
Il mondo esterno, inteso anzitutto come mondo degli oggetti naturali, è indipendente dagli schemi concettuali e dagli apparati percettivi. Del pari, non c'è un filo continuo e necessario che dalla percezione conduce alla esperienza e di lì alla scienza, né d'altra parte il conoscere costituisce l'attività prevalente all'interno della nostra esperienza. Nel mondo degli oggetti sociali, invece, la credenza determina l'essere, dal momento che questi oggetti sono dipendenti da soggetti. Questo non significa che cose come le promesse o il denaro possiedano una dimensione puramente soggettiva. Significa, piuttosto, che se non ci fossero soggetti capaci di riconoscere oggetti sociali, allora non ci sarebbero oggetti sociali. Il risultato di questa considerazione è che il trascendentalismo, inapplicabile agli oggetti naturali, si rivela applicabilissimo agli oggetti sociali. La tesi kantiana secondo cui le intuizioni senza concetto sono cieche non vale per i laghi e i temporali (che restano quello che sono indipendentemente dalle nostre concettualizzazioni), bensì per i mutui e le conferenze.
5. La regola costitutiva degli oggetti sociali è Oggetto = Atto Iscritto.
Diviene così possibile sviluppare un'ontologia e un'epistemologia degli oggetti sociali. L'epistemologia è una ripresa della tradizione delle scienze dello spirito, che si qualifica però piuttosto come una “scienza della lettera”, per l'importanza rivestita dalle iscrizioni nella costruzione della realtà sociale. L'ontologia è una teoria degli oggetti sociali, quelli che rispondono alla regola costitutiva “Oggetto = Atto Iscritto”. In altre parole, gli oggetti sociali sono il risultato di atti sociali (che coinvolgano almeno due persone) caratterizzati dal fatto di essere iscritti: su carta, su un file di computer, o anche semplicemente nella testa delle persone.
6. Nulla di sociale esiste al di fuori del testo.
L'importanza della iscrizione è il tratto caratteristico della documentalità e, in generale, della ontologia sociale proposta. L'idea di fondo è che non basta che l'atto sia proferito per produrre un oggetto; è necessario che sia registrato. Un matrimonio o una promessa che non possedessero un'iscrizione non sarebbero oggetti, mentre una montagna può benissimo esistere senza registrazioni. In questo senso, non si tratta di sostenere che “nulla esiste fuori del testo” (dal momento che gli oggetti naturali e gli oggetti ideali esistono anche senza iscrizioni), bensì che “nulla di sociale esiste fuori del testo”.
7. La società si basa non sulla comunicazione, ma sulla registrazione.
Poiché nulla di sociale esiste fuori del testo, le carte, gli archivi e i documenti costituiscono l'elemento fondamentale del mondo sociale. La società non si basa sulla comunicazione, ma sulla registrazione, che costituisce la condizione per la creazione di oggetti sociali. L'uomo cresce come uomo e socializza attraverso la registrazione. La nuda vita non è che un inizio remoto, la cultura incomincia molto presto, si ha subito una “vita vestita”, che si manifesta attraverso registrazioni e imitazioni: linguaggio, comportamenti, riti. Questo spiega perché sia così importante la scrittura, e prima ancora l'archiscrittura, ossia la sfera di registrazioni che precede e circonda la scrittura in senso proprio o corrente.
8. La mente è una tabula che raccoglie iscrizioni.
Sotto il profilo di una teoria della mente, l'ontologia sociale è fondata dalla icnologia, ossia da una dottrina della traccia. La rappresentazione della mente come tabula, come supporto scrittorio, non è una metafora, ma coglie la circostanza per cui percezioni e pensieri si presentano come iscrizioni nella nostra mente. Ma la mente non è solo una tabula iscritta: è anche capace di cogliere le iscrizioni, le tracce che si trovano nel mondo, sul tavolo che sta di fronte a noi nell'esperienza. Si disegna così una gerarchia ascendente che comprende le tracce (ogni incisione su uno sfondo), le registrazioni (le tracce nella mente come tabula) e le iscrizioni in senso tecnico (le tracce in quanto accessibili ad almeno due persone).
9. I documenti in senso forte sono iscrizioni di atti.
Sotto il profilo di una teoria della società, l'ontologia degli oggetti sociali si presenta come documentalità, ossia come dottrina dei documenti in quanto forma più elevata degli oggetti sociali. I documenti si dividono in documenti in senso forte, ossia iscrizioni di atti, e in documenti in senso debole, ossia registrazioni di fatti. I documenti possono avere delle finalità pratiche oppure possono essere finalizzati principalmente alla evocazione di sentimenti. In questo caso abbiamo a che fare con le opere d'arte intese come cose che fingono di essere persone.
10. La lettera è il fondamento dello spirito.
Sotto il profilo di una teoria della cultura, l'ontologia degli oggetti sociali si caratterizza come una fenomenologia della lettera. Si tratta di riconoscere in ogni opera dello spirito il risultato di iscrizioni interne ed esterne, mettendo a frutto le acquisizioni della icnologia e della documentalità. Questo vale tanto per lo spirito soggettivo (l'anima in quanto tabula), quanto per lo spirito oggettivo (il mondo delle istituzioni) e per lo spirito assoluto (arte, religione, filosofia): nessuna produzione dello spirito potrebbe sussistere senza la lettera, ossia la registrazione e il documento; e, più radicalmente, lo spirito trova la sua condizione di possibilità nella lettera, nelle iscrizioni che ci costituiscono come esseri sociali.
11. L'individualità si manifesta nella firma.
Sotto il profilo di una teoria del soggetto, l'ontologia degli oggetti sociali si sviluppa come teoria dell'idioma, dello stile e della firma. Il sentimento di unicità che caratterizza ogni soggetto dipende dalle sue peculiari deviazioni dalla norma, esattamente come avviene nella firma, che è un modo per rappresentare pubblicamente la propria presenza e identità e che consiste nella scrittura del proprio nome in un modo che si discosta, tanto o poco, dalla norma calligrafica. Questo principio di individuazione vale per le opere d'arte (caratterizzate dallo stile) come per i segni di riconoscimento che si trovano nei documenti. L'individuo è ineffabile, non potrà mai essere catturato da un'ontologia o da un'epistemologia, ma il segno di questa individualità si manifesta nello stile.